# Cap de Montgosso
El Cap de Montgosso o Cap de Montgròs és una muntanya de 2.627 metres que es troba al municipi de l'Alt Àneu, a la comarca del Pallars Sobirà.